# Dan Penn
Wallace Daniel Pennington conhecido como Dan Penn (Vernon, Alabama, Estados Unidos em 16 de Novembro de 1941) é um cantor, músico, compositor e produtor musical ammericano que co-escreveu vários sucessos do soul da década de 1960, incluindo "The Dark End Of The Street" e "Do Right Woman, Do Right Man" com Chips Moman bem como "Cry Like a Baby" com Spooner Oldham. Dan Penn também produziu muitos sucessos, incluindo "The Letter" por The Box Tops. Embora considerado um dos grandes cantores de Blue-eyed soul de sua geração, Penn lançou relativamente alguns discos apresentando sua própria voz e musicalidade que preferem o anonimato relativo de compor e produzir.

## Discografia
- 1973: Nobody's Fool
- 1994: Do Right Man
- 1999: Moments From This Theatre (gravação ao vivo com Spooner Oldham)
- 1999: Blue Nite Lounge
- 2008: Junk Yard Junky
- 2012: The Fame Recordings (Compilação)